# روبرت بي. غوردون
روبرت بي. غوردون (بالإنجليزية: Robert B. Gordon)‏ هو سياسي أمريكي، ولد في 6 أغسطس 1855 في ساينت ماريس في الولايات المتحدة، وتوفي في 3 يناير 1923 في واشنطن العاصمة في الولايات المتحدة. حزبياً، نشط في الحزب الديمقراطي. وقد انتخب عضو مجلس النواب الأمريكي.